# Península Tabarín
La península Tabarín (63°32′S 57°0′O / -63.533, -57.000) es una península de 28 km de longitud y de 22 km de ancho máximo, ubicada entre la bahía Esperanza, la bahía Duse y el golfo de Erebus y Terror en el extremo este de la península Trinidad en la península Antártica. Su altura máxima es el pico Ridge de 510 m.
El cabo Burd (63°39′S 57°09′O / -63.650, -57.150) en el extremo suroeste de la península Tabarín señala el comienzo del canal Príncipe Gustavo, dentro del cual se halla la bahía Duse. La bahía Esperanza y la bahía Trepassey se hallan en el estrecho Antarctic. El glaciar Depot y el glaciar Mondor cierran por el norte la península Tabarín. El cabo Green es el extremo sureste (63°40′S 56°50′O / -63.667, -56.833). Las islas Andersson y Jonassen se encuentran en el sureste.

## Historia
La península Tabarín fue descubierta y cartografiada por la Expedición Antártica Sueca, 1901–1904, liderada por Otto Nordenskjöld. Fue mapeada en 1946 por el Falkland Islands Dependencies Survey (FIDS) y nombrada en homenaje a la Operación Tabarín, que fue el código naval utilizado por el FIDS del Reino Unido de 1943 a 1945. 

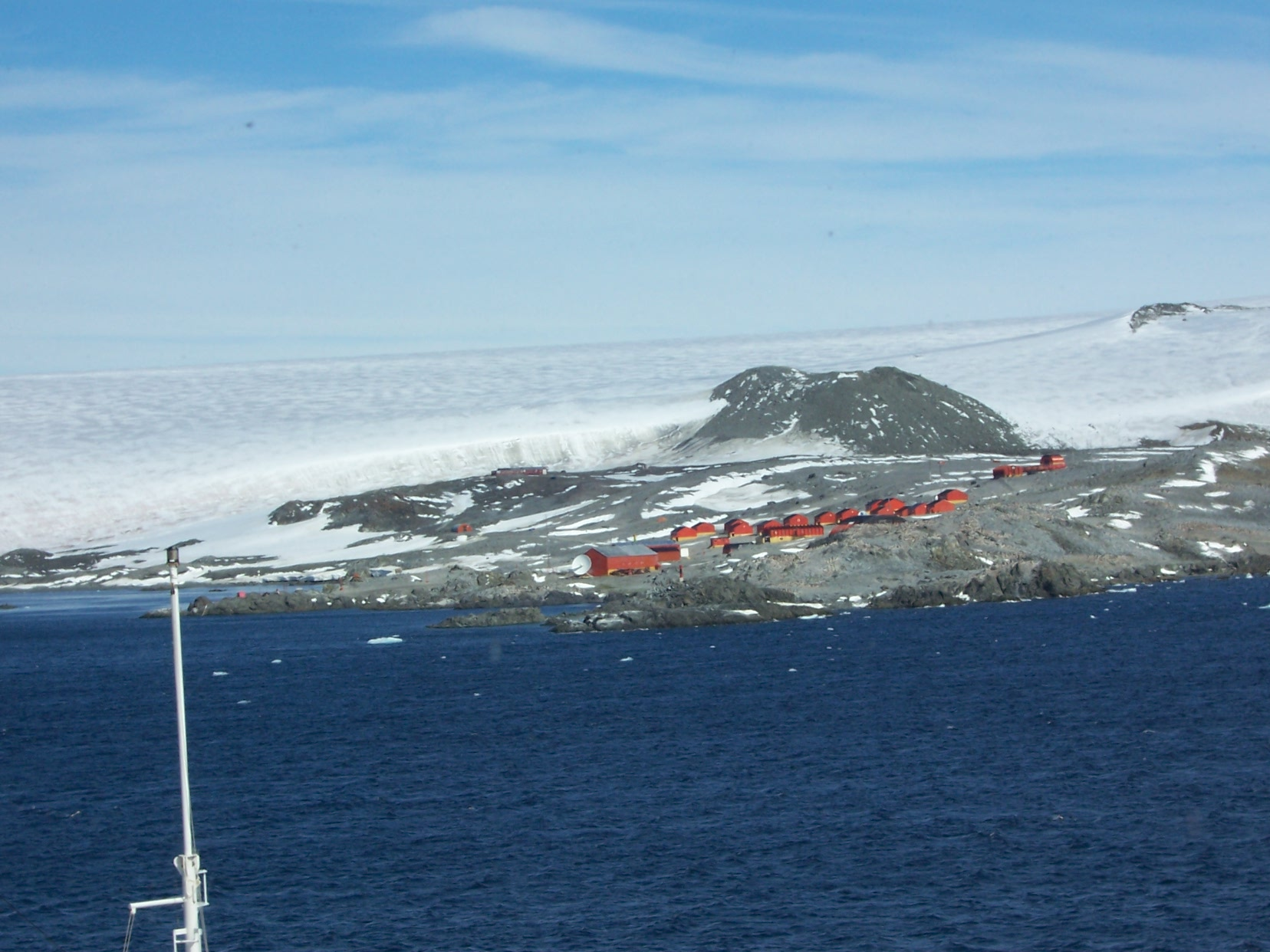
Base Esperanza en la bahía Esperanza en el extremo norte de la península Tabarín, diciembre de 2004.

La base "D" del Reino Unido fue establecida en la costa de la bahía Esperanza (en el extremo norte de la península Tabarín) en 1945, pero se incendió parcialmente en 1948, y fue cerrada en 1964. El 8 de diciembre de 1997 la British Antarctic Survey transfirió la base a Uruguay, siendo rebautizada Base Teniente Ruperto Elichiribehety. La Base Esperanza de Argentina fue instalada en la bahía homónima en 1952, e incluye una colonia con familias. El primer nacimiento de un ser humano en la Antártida, Emilio Marcos Palma, ocurrió allí en 1978.
En la península Tabarín fueron construidos los refugios de Argentina General Martín Miguel de Güemes N.°. 1 (inaugurado el 23 de octubre de 1953, cubierto por el hielo, a 63°29′S 57°00′O / -63.483, -57.000), General Martín Miguel de Güemes N.°. 2 (inaugurado el 15 de septiembre de 1959 a 63°30′S 57°10′O / -63.500, -57.167), Cristo Redentor (inaugurado el 25 de mayo de 1955 a 63°33′S 57°22′O / -63.550, -57.367). Antonio Moro (inaugurado el 20 de agosto de 1955 a 63°25′S 56°58′O / -63.417, -56.967 renombrado Islas Malvinas el 26 de agosto de 1971 y reconstruido en 1988).

## Reclamaciones territoriales

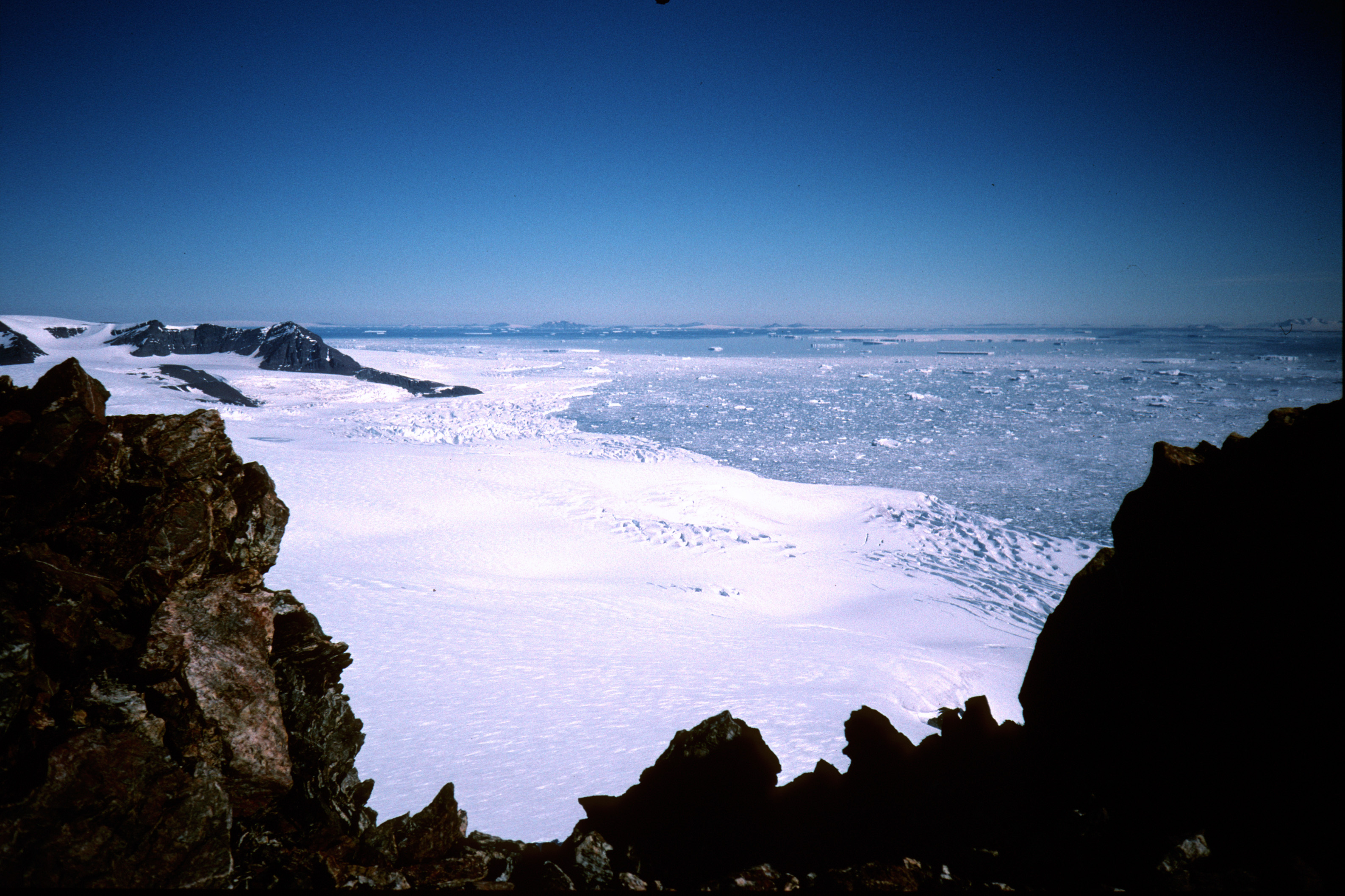
Vista de la bahía Duse.

Argentina incluye a la península en el departamento Antártida Argentina dentro de la provincia de Tierra del Fuego, Antártida e Islas del Atlántico Sur; para Chile forma parte de la comuna Antártica de la provincia Antártica Chilena dentro de la Región de Magallanes y de la Antártica Chilena; y para el Reino Unido integra el Territorio Antártico Británico. Las tres reclamaciones están restringidas por los términos del Tratado Antártico.
Nomenclatura de los países reclamantes:
- Argentina: península Tabarín
- Chile: península Tabarín
- Reino Unido: Tabarin Peninsula